# Imdr Regio
L'Imdr Regio è una struttura geologica della superficie di Venere.